# Земљотреси на подручју Бање Луке
Земљотреси на подручју Бање Луке јесу изненадна подрхтавања тла изазвана кретањем сеизмичких таласа кроз земљу насталих након нагло ослобођене енергија, настала кретањем тектонских блокова у кори земље на простор Балкана и Републике Српске. Ови земљотреси су настали на у другом по величини тектонском појасу (Alpide Belt), који се протеже кроз Средоземље и у њему се дешава 15% свих земљотреса.

## Основне информације
Концентрација епицентара земљотреса у Босни и Херцеговини је највећа у области Херцеговине и ширем подручју Бања Луке. Геотектонски гледано ту се налазе регионалне и друге раседне структуре и видљиви знаци изражене деструкције терена.

Најчешћа дубина хипоцентара земљотреса на овом простору креће се од 11-18 километара, док се најдубљи хипоцентри земљотреса јављају на ширем подручју Бања Луке, на дубинама које износе од  20 до 30 километара.

## Рани инструментални период од 1824. до 1964. године
Обимна база макросеизмичких података за јаке земљотресе из периода од 1824. до 1964. године, уз постојање лимитираног броја инструменталних подататка, омогућила је стварање основе за просторно и енергетско дефинисање ових земљотреса са довољном тачношћу за израду карата сеизмичке опасности на подручју Бања Луке..
На Бањалучком сеизмогеном подручју које обухвата простор од око 10 000 km² односно територију на растојању 50 km од Бање Луке у овом период догодиле су се две серије земљотреса се:

### Прва серија земљотреса  1888. године
Представник ове серије је земљотрес је потрес који се десио 20. маја 1888. године. Овај земљотрес је био:
- јачине М = 5.7 јединица Рихтерове скале,
- интензитета VII степени MCS (Mercalli-Cancani-Sieberg) скале.

### Друга серија земљотреса  1935. године
У другој серији из 1935. године најјачи од укупно 7 земљотреса који су се у тој серији десили био је земљотрес од 11. новембра 1935. године:
- јачине M=5.1 јединица Рихтерове скале
- интензитета VII степени MCS скале.[2]

## Савремени период од 1964. године
Савремени период сеизмичке активности на простору Бања Луке се одликује различитим обимом и квалитетом сеизмолошких података, па се на простор од око 10.000 km² односно територију на растојању 50 km од Бање Луке догодило некиоликои серија земљотреса:

### Серија земљотреса из 1969. године
Прва серија земљотреса из 1969. године догодила се 26 и 27. октобра када су забележена  4 јака земљотреса.
Главном удару су претходила два јака земљотреса:
- први, 26. октобра 1969. године у 15 сати 36 минута,  јачине М = 5.6 јединица Рихтерове скале
- други 27. октобра 1969. године у 2 сата 55 минута,  јачине М= 4.8 јединица Рихтерове скале

Главни удар десио се 27. октобра 1969. године  у 8 сати 10 мин  са магнитудом  М = 6.6 јединица Рихтерове скале после којег је уследио накнадни удар  у 8 сати 53 мин са магнитудом М = 4.7 јединица Рихтерове скале.
Земљотреси су оставили катастрофалне поседице на подручју 15 општина Босанске Крајине: Бања Лука, Челинац, Лакташи, Градишка, Прњавор, Котор Варош, Кнежево, Србац, Кључ, Јајце, Приједор, Сански Мост, Кључ, Козарска Дубица и Нови Град, када је у земљотресу 15 људи смртно страдало, а повријеђено је 1.117 особа. Земљотрес је нанио огромну материјалну штету на 86 000 стамбених јединица:
- 266 школских објеката
- 152 објекта јавне управе и администрације
- 146 културних објеката
- 133 здравствена објеката
- 29 социјалних установа

После ове серије земљотреса током 1969.  године десио се још један јачи накнадни удар  31. децембра 1969. године у 14 сати 18 мин који је био јачине М = 5.3 јединица Рихтерове скале.

### Серија земљотреса из 1970. године
- 20. октобра 1970. године  у 14 сати 45 мин  са М = 4.5 јединица Рихтерове скале
- 20. октобра 1970. године  у 21 сат 19 мин са М = 4.6 јединица Рихтерове скале

### Серија земљотреса из 1975. године
- 17. фебруара 1975. године  у 15 сати 24 мин са М = 4.0 јединица Рихтерове скале
- 21. априла 1975. године  у 1 сат 31 мин  са М = 4.7 јединица Рихтерове скале

### Земљотрес из 1977. године
- 21. априла 1977. године  у 1 сат 31 мин  са М = 4.7 јединица Рихтерове скале

### Земљотрес из 1981. године
- 13. августа 1981. године  у 3 сата 58 мин са М = 5.4 јединице Рихтерове скале

Након 30 година затишја,  јачи земљотрeс који се десио на подручју бањалучког региона  су:

### Земљотрес из 2011. године
- 29. априла 2011. године у 01 сат 30 мин, магнитуде М = 4.3 јединице Рихтерове скале

### Земљотрес из 2014. године
- 28. јануара 2014. године у 01 сат 38 мин, магнитуде М = 4.2 јединице Рихтерове

### Серија земљотреса из 2017. године
- 24. фебруара 2017. године у 23 сата 30 мин, десио се земљотрес магнитуде М = 3.1 јединица Рихтерове скала са епицентром 15 километара североисточно од Бања Луке односно девет километара југоисточно од Лакташа на дубини од пет километара.[3]

### Серија земљотреса из 2020. године
23. мај 2020. године у 10 сат, десио се земљотрес магнитуде М = 2.2 јединица Рихтерове скала са епицентром 8 километара југоисточно од Бања Луке.

### Серија земљотреса из 2021. године
- 8. августа 2021. године у 23 сата 10 мин, десио се земљотрес магнитуде М = 4.1 јединица Рихтерове скала са епицентром 13 километара североисточно од Бања Луке.[5]

### Серија земљотреса из 2023. године
- 05.04.2023. године, лоциран је земљотрес у 23 чаca и 13 минутa по локалном времену, са епицентром oко 10км сјеверno од Бањалуке, у околини мјеста Буковица. са магнитудом М = 2.8 јединице Рихтера и процијењеним интензитетом у епицентралној зони од 4 степени Меркалијеве скале,

## Значај
Како је до значајног повећања броја сеизмолошких станица на простору југоисточне Европе дошло у периоду након 1977. године, то је резултовало знатним повећањем броја сеизмограма по земљотресу и већим бројем регистрованих земљотреса, као последице повећања осетљивости новоинсталираних сеизмографа. Имајући то у виду регистрације земљотреса из тог периода, у публикованим сеизмолошким подацима за Бања Луку и Републику Српску по главним параметрима земљотреса се могу сматрати валидним за прорачун сеизмичке опасности на простору Бања Луке, Републике Српске и Босне и Херцеговине
Након вишевековних посматрања добијени сеизмолошки подаци о главним параметрима земљотреса могу се сматрати валидним за прорачун сеизмичке опасности и одређивање сеизмогених зона, које дефинишу сеизмичност ширег простора Бања Луке, а утврђене су на основу историјских података о најјачим догођеним земљотресима као и сеизмогене зоне из окружења, са максимално очекиваним магнитудама земљотреса. Према томе сеизмогене зоне као и максималне магнитуде дефинисане су на основу историјских података догођених земљотреса на простору Бања Луке.

## Сеизмичност Бања Луке и Крајине
На основу досадашњих истраживања до сада сакупљених података Зона максимално очекиваног интензитета од IX степени по Меркалијевој скали јавља се, према сеизмолошкој карти за период од 500 година, на ширем бањалучком подручју и на југу Херцеговине.
Ова зона обухвата 4.29% територије Републике Српске, односно 1.047,54 km², од чега на подручју Крајине:
- 24% територије Града Бања Лука и 54.000 становника,
- 62% територије општине Челинац и 10,500 становника,
- 43% територије општине Лакташи и 17.000 становника.

На подручју наведене три локалне заједнице, око 81.500 становника живи у зони интензитета IX.